# Lockport (Louisiane)
Lockport est une ville de l'État américain de la Louisiane, située dans la paroisse de la Fourche. Selon le recensement de l'an 2000, sa population est de 2 578 habitants.

## Histoire
C'est d'une vaste étendue de terre, longeant le bayou Lafourche, que le colon franco-louisianais Jacques Lamotte est devenu propriétaire en 1790.  Par la suite, le terrain fut parcellisé et revendu à d'autres Louisianais.
La localité a été fondée officiellement en 1835 sous le nom de Longueville avant de devenir Lockport à la suite du creusement d'un canal permettant de relier le bayou Lafourche qui coule à cet endroit au canal du Gulf Intracoastal Waterway et l'édification d'écluses (en anglais : lock). La ville devenant un port verrouillant le croisement des divers chenaux naturels et artificiels par des écluses.

## Géographie
Lockport est situé à une quinzaine de kilomètres à l'Est de la ville de Houma et à une dizaine de kilomètres à l'Ouest de Gheens-Vacherie. Lockport est traversé par le bayou Lafourche, une branche du Gulf Intracoastal Waterway, et par deux bayous secondaires, le bayou Jollet et le bayou L'Eau Bleu.

## Personne notable
- Jefferson DeBlanc, pilote de chasse qui s'est illustré lors de la Seconde Guerre mondiale contre l'armée japonaise[4].